# Lycium rachidocladum
Lycium rachidocladum ist eine Pflanzenart aus der Gattung der Bocksdorne (Lycium) in der Familie der Nachtschattengewächse (Solanaceae).

## Beschreibung
Lycium rachidocladum ist ein kleiner, aufrecht wachsender Strauch. Seine Laubblätter sind behaart, 3 bis 10 mm lang und 2 bis 6 mm breit. 
Die Blüten sind zwittrig und fünfzählig. Der Kelch ist röhrenförmig oder becherförmig und behaart. Die Kelchröhre ist 1,5 bis 3,5 mm lang und mit 1,5 bis 3 mm langen Kelchzipfeln besetzt. Die Krone ist spreizend und weiß-lila gefärbt. Die Kronröhre erreicht eine Länge von 6 bis 8 mm, die Kronlappen werden 2,5 bis 3,5 mm lang. Die Staubfäden sind oberhalb der Basis auf dem ersten Millimeter des frei stehenden Teiles filzig behaart.
Die Frucht ist eine Beere, die eine Vielzahl von Samen enthält.

## Vorkommen
Die Art ist in Südamerika verbreitet und kommt dort in Chile vor.

## Systematik
Molekularbiologische Untersuchungen platzieren die Art zusammen mit Lycium brevipes, Lycium carolinianum  und Lycium tenuispinosum in einer deutlich unterstützten Klade, die wiederum in einer größeren Klade aus rein amerikanischen Arten platziert ist.

## Nachweise

### Hauptbelege
- J.S. Miller und R.A. Levin: Lycium rachidocladum. In: Project Lycieae